# Leichtathletik-Länderkampf der Männer 1957 BR Deutschland – Großbritannien
| 10. Leichtathletik-Länderkampf mit bundesdeutscher Beteiligung 1957 | 10. Leichtathletik-Länderkampf mit bundesdeutscher Beteiligung 1957 |               |
| ------------------------------------------------------------------- | ------------------------------------------------------------------- | ------------- |
|                                                                     |                                                                     |               |
| Ländervergleich der Männer: BR Deutschland – Großbritannien         |                                                                     |               |
| Austragungsort                                                      | Hannover                                                            |               |
| Wettbewerbe                                                         | 20                                                                  |               |
| Datum                                                               | 14./15. September 1957                                              |               |
| 1. FRG 2. GBR                                                       | 119,5 Punkte 092,5 Punkte                                           |               |
| Chronik                                                             |                                                                     |               |
| ← FRG-SUI Geher (M)                                                 | FRG-GBR (F) →                                                       | FRG-GBR (F) → |

Im zehnten Vergleich des Länderkampfjahres 1957 trafen Deutschlands Leichtathleten zum insgesamt vierten Mal auf Großbritannien. Am 14./15. September wurde die Begegnung in Hannover ausgetragen. Die vorangegangenen Aufeinandertreffen waren zweimal für Deutschland und einmal für Großbritannien ausgegangen. Die letzte Begegnung im Jahr 1955 hatten die Briten für sich entschieden. Parallel fand am 15. September in Kiel ein Länderkampf der Frauen ebenfalls gegen Großbritannien statt.

## Wettbewerbe und Modus
Ausgetragen wurden die in Länderkämpfen inzwischen üblichen zwanzig Disziplinen, womit außer dem Marathonlauf, den beiden Gehdisziplinen und dem Zehnkampf alle olympischen Wettbewerbe auf dem Programm standen. Gewertet wurde in den Einzeldisziplinen nach dem Standardsystem, in den Staffeln mit fünf zu zwei Punkten.

## Ergebnis
Auf den Laufstrecken gewann die Bundesrepublik Deutschland sechs Wettbewerbe, drei davon mit Doppelerfolgen. Fünf Laufdisziplinen gingen bei einem Doppelerfolg an Großbritannien. In allen Sprungwettbewerben lag die Bundesrepublik vorn, einmal mit einem Doppelerfolg. Im Bereich Wurf/Stoß teilten sich die bundesdeutschen und britischen Athleten die Siege, jede Nation lag je zweimal vorn. Dabei erzielte die Bundesrepublik zwei Doppelerfolge, Großbritannien einen. Damit setzten sich die bundesdeutschen Männer klar durch und gewannen mit 111 zu 95 Punkten.

## Resultate Männer

### 100 m
| Platz | Athlet          | Land | Zeit (s) |
| ----- | --------------- | ---- | -------- |
| 1     | Manfred Germar  | FRG  | 10,3     |
| 2     | Armin Hary      | FRG  | 10,5     |
| 3     | Adrian Breacker | GBR  | 10,5     |
| 4     | Kenneth Box     | GBR  | 10,6     |

Datum: 14. September

### 200 m
| Platz | Athlet              | Land | Zeit (s) |
| ----- | ------------------- | ---- | -------- |
| 1     | Manfred Germar      | FRG  | 20,8     |
| 2     | Karl-Friedrich Haas | FRG  | 21,2     |
| 3     | Brian Shenton       | GBR  | 21,2     |
| 4     | David Segal         | GBR  | 21,9     |

Datum: 15. September

### 400 m
| Platz | Athlet            | Land | Zeit (s) |
| ----- | ----------------- | ---- | -------- |
| 1     | John Wrighton     | GBR  | 47,4     |
| 2     | Manfred Poerschke | FRG  | 47,7     |
| 3     | Jürgen Kühl       | FRG  | 47,9     |
| 4     | John Salisbury    | GBR  | 48,2     |

Datum: 14. September

### 800 m
| Platz | Athlet          | Land | Zeit (min) |
| ----- | --------------- | ---- | ---------- |
| 1     | Derek Johnson   | GBR  | 1:53,7     |
| 2     | Paul Schmidt    | FRG  | 1:53,8     |
| 3     | Mike Rawson     | GBR  | 1:53,9     |
| 3     | Friedel Stracke | FRG  | 1:53,9     |

Datum: 14. September
Auch das Zielfoto konnte über den dritten Platz nicht entscheiden.

### 1500 m
| Platz | Athlet         | Land | Zeit (min) |
| ----- | -------------- | ---- | ---------- |
| 1     | Edmund Brenner | FRG  | 3:46,8     |
| 2     | Olaf Lawrenz   | FRG  | 3:47,0     |
| 3     | Derek Ibbotson | GBR  | 3:48,0     |
| 4     | Alan Gordon    | GBR  | 3:49,6     |

Datum: 15. September

### 5000 m
| Platz | Athlet        | Land | Zeit (min) |
| ----- | ------------- | ---- | ---------- |
| 1     | Gordon Pirie  | GBR  | 14:20,2    |
| 2     | Ludwig Müller | FRG  | 14:26,0    |
| 3     | Heinz Laufer  | FRG  | 14:27,6    |
| 4     | Steve Eldon   | GBR  | 14:27,6    |

Datum: 14. September

### 10.000 m
| Platz | Athlet        | Land | Zeit (min) |
| ----- | ------------- | ---- | ---------- |
| 1     | George Knight | GBR  | 29:16,2    |
| 2     | Gordon Pirie  | GBR  | 29:54,0    |
| 3     | Walter Konrad | FRG  | 29:58,8    |
| 4     | Ludwig Müller | FRG  | 30:17,4    |

Datum: 15. September

### 110 m Hürden
| Platz | Athlet           | Land | Zeit (s) |
| ----- | ---------------- | ---- | -------- |
| 1     | Peter Hildreth   | GBR  | 14,3     |
| 2     | Herbert Stürmer  | FRG  | 14,4     |
| 3     | Bert Steines     | FRG  | 14,4     |
| 4     | David Carrington | GBR  | 14,4     |

Datum: 15. September

### 400 m Hürden
| Platz | Athlet           | Land | Zeit (s) |
| ----- | ---------------- | ---- | -------- |
| 1     | Tom Farrell      | GBR  | 52,3     |
| 2     | Wolfgang Fischer | FRG  | 52,7     |
| 3     | John Metcalf     | GBR  | 52,7     |
| 4     | Helmut Janz      | FRG  | 52,7     |

Datum: 14. September

### 3000 m Hindernis
| Platz | Athlet       | Land | Zeit (min) |
| ----- | ------------ | ---- | ---------- |
| 1     | Heinz Laufer | FRG  | 8:55,2     |
| 2     | John Disley  | GBR  | 8:56,6     |
| 3     | Hans Hüneke  | FRG  | 9:11,0     |
| 4     | Eric Shirley | GBR  | 9:14,8     |

Datum: 15. September

### 4 × 100 m Staffel
| Platz | Besetzung      | Land                                                   | Zeit (s) |
| ----- | -------------- | ------------------------------------------------------ | -------- |
| 1     | BR Deutschland | Leonhard Pohl Armin Hary Heinz Fütterer Manfred Germar | 40,7     |
| 2     | Großbritannien | Kenneth Box Roy Sandstrom Seoul Brian Shenton          | 40,9     |

Datum: 14. September

### 4 × 400 m Staffel
| Platz | Besetzung      | Land                                                          | Zeit (min) |
| ----- | -------------- | ------------------------------------------------------------- | ---------- |
| 1     | BR Deutschland | Horst Huber Manfred Poerschke Jürgen Kühl Karl-Friedrich Haas | 3:07,3     |
| 2     | Großbritannien | John Salisbury Derek Johnson Peter Higgins John Wrighton      | 3:08,0     |

Datum: 15. September

### Hochsprung
| Platz | Athlet               | Land | Höhe (m) |
| ----- | -------------------- | ---- | -------- |
| 1     | Theo Püll            | FRG  | 1,96     |
| 2     | Werner Bähr          | FRG  | 1,96     |
| 3     | Crawford Fairbrother | GBR  | 1,93     |
| 4     | D. Chadderton        | GBR  | 1,90     |

Datum: 15. September

### Stabhochsprung
| Platz | Athlet           | Land | Höhe (m) |
| ----- | ---------------- | ---- | -------- |
| 1     | Horst Drumm      | FRG  | 4,20     |
| 2     | Geoffrey Elliott | GBR  | 4,20     |
| 3     | Ian Ward         | GBR  | 4,10     |
| 4     | Willi Reißmann   | FRG  | 3,80     |

Datum: 14. September

### Weitsprung
| Platz | Athlet             | Land | Weite (m) |
| ----- | ------------------ | ---- | --------- |
| 1     | Dieter Witte       | FRG  | 7,35      |
| 2     | Arthur Cruttenden  | GBR  | 7,30      |
| 3     | Manfred Molzberger | FRG  | 7,01      |
| 4     | Ronald Coleman     | GBR  | 6,75      |

Datum: 15. September

### Dreisprung
| Platz | Athlet            | Land | Weite (m) |
| ----- | ----------------- | ---- | --------- |
| 1     | Hermann Strauß    | FRG  | 14,83     |
| 2     | David Field       | GBR  | 14,38     |
| 3     | Walter Mahlendorf | FRG  | 14,20     |
| 4     | G. J. Britten     | GBR  | 14,17     |

Datum: 14. September

### Kugelstoßen
| Platz | Athlet          | Land | Weite (m) |
| ----- | --------------- | ---- | --------- |
| 1     | Hermann Lingnau | FRG  | 17,29     |
| 2     | Dietrich Urbach | FRG  | 16,79     |
| 3     | Arthur Rowe     | GBR  | 16,28     |
| 4     | Martyn Lucking  | GBR  | 16,17     |

Datum: 15. September

### Diskuswurf
| Platz | Athlet           | Land | Weite (m) |
| ----- | ---------------- | ---- | --------- |
| 1     | Otto Koppenhöfer | FRG  | 49,29     |
| 2     | Josef Klik       | FRG  | 49,02     |
| 3     | Mike Lindsay     | GBR  | 49,00     |
| 4     | Gerald Carr      | GBR  | 48,59     |

Datum: 14. September

### Hammerwurf
| Platz | Athlet        | Land | Weite (m) |
| ----- | ------------- | ---- | --------- |
| 1     | Mike Ellis    | GBR  | 64,56     |
| 2     | Don Anthony   | GBR  | 57,42     |
| 3     | Hugo Ziermann | FRG  | 56,31     |
| 4     | Karl Storch   | FRG  | 56,10     |

Datum: 15. September

### Speerwurf
| Platz | Athlet          | Land | Weite (m) |
| ----- | --------------- | ---- | --------- |
| 1     | Colin Smith     | GBR  | 75,16     |
| 2     | Heinrich Will   | FRG  | 73,20     |
| 3     | Herbert Koschel | FRG  | 65,67     |
| 4     | Peter Cullen    | GBR  | 62,78     |

Datum: 14. September